# Die Strecke
Die Strecke ist ein österreichisches Stummfilmdrama aus dem Jahre 1927 von Max Neufeld, eine Dreiecksgeschichte mit Maly Delschaft, Eugen Neufeld und Hans Unterkircher in den Hauptrollen. Die Geschichte basiert auf dem gleichnamigen Eisenbahnerdrama (1905) von Oskar Bendiener.

## Handlung
Im Bahnhof des kleinen Ortes Raams scheint die Welt stillzustehen. Immer dieselbe Routine, stets die gleiche Langeweile. Einzig wenn ein Zug dort hält, kehrt Leben ein, wenngleich viel zu kurz. Hier tut der genügsame Bahnbeamte Kramer seinen eintönigen Dienst. Seine Frau Marie, deutlich jünger als er, kreuzbrav und niemals murrend, fühlt sich allmählich einsam und träumt davon, dieser Kleinstadtenge eines Tages entfliehen zu können. Da scheint plötzlich dieser Wunsch in Erfüllung zu gehen, und zwar in Gestalt des eintreffenden neuen Bahnvorstehers, Revident Friedrich. Ein eleganter, attraktiver Typ, der weiß, wie man Frauen betört. Marie sieht in ihm all das, was sie eigentlich von einem Mann erträumt und beginnt seinen Avancen zu erliegen.
Ein kleiner Zwischenfall bringt vorübergehend Leben auf den Bahnhof: Die Bremsen des Wagens eines Luxuszugs, der in Raams eigentlich durchfährt, haben sich aufgrund eines technischen Defekts heiß gelaufen, sodass ein außerplanmäßiger Halt erforderlich ist. Zwölf in seidenen Pyjamas knapp gekleidete junge Frauen, behangen mit Perlenketten, stürmen deshalb aus dem Zug und belagern den Wartesaal. Es handelt sich dabei um eine Mädchenjazzband, die sogleich ihre Instrumente auspackt. Es wird laut, es wird lustig, es wird lebendig! Vom Lärm aufgeweckt, schaut Marie Kramer neugierig durch die Scheiben und fragt sich neugierig, ob das wohl das bunte Großstadtleben ist, von dem sie immer geträumt hat?
Am kommenden Morgen trifft ein Telegramm ein. Marie wird gebeten, ihre Schwester zu besuchen, die krank geworden ist. Sogleich macht sich Marie mit dem Zug auf. Sie ahnt noch nicht, dass diese Nachricht von Revident Friedrich fingiert wurde, um während der Fahrt ungestört sein Glück bei der verheirateten Frau versuchen zu können. Geschickt spielt der Chef ihres Gatten seine Karten aus, verlangt von ihr, dass sie ihn bis nach Wien begleiten müsse, denn hier tobt das Leben und im Übrigen sie wolle doch auch, dass ihr Mann eine so lange schon ausstehende Beförderung bekommt. Spät aber nicht zu spät erkennt Marie Kramer, dass Friedrich doch nur ein Blender und Windhund ist, der es liebt, den Verführer zu geben. Echtes Interesse hat er jedenfalls nicht an ihr. Und so nutzt Marie die nächste Gelegenheit, um dem windigen Casanova zu entfliehen und kehrt zu ihrem treu-braven Gatten nach Raams zurück: In das beschauliche Kleinstadtleben, in den Bahnhof. Doch ihr Mann ist nicht so schnell bereit, ihr zu verzeihen, und so kommt es beinah zu einem schrecklichen Unglück auf der Strecke …

## Produktionsnotizen
Gedreht März/April 1927, erlebte Die Strecke bereits am 28. Juni 1927 seine Premiere im Rahmen einer Interessentenvorführung. Massenstart war am 30. September desselben Jahres in Wien. Die Deutschlandpremiere fand am 20. Oktober desselben Jahres statt. Der Siebenakter war 2494 Meter lang.
Die Filmbauten entwarfen Hans Ledersteger und Franz Meschkan.

## Zeitgenössische Kritiken
Der Film fand bei seiner Uraufführungen große Aufmerksamkeit und eine durchgehend positive Resonanz. Nachfolgend vier Beispiele:
In der Neue Freien Presse war zu lesen: „Nun hat mit außerordentlichem Geschick die Filmkunst sich des Werkes bemächtigt, und dessen Hauptmotive aus der Denk- und Wortkunst des Theaters in ihre Bildersprache übersetzt. Auch das Ergebnis dieser Umgestaltung ist ein voller Erfolg. (…) Es wird ausgezeichnet gespielt. Maly Delschaft, Anton Edthofer, Hans Unterkircher und Carmen Cartellieri geben ihr Bestes. Das ist viel.“
Wiens Die Stunde fand, dass der „auch dieser Film einer der wertvollsten Max Neufelds geworden“ sei. „Überdies aber ein Publikumsfilm, dessen Figuren dem Leben entnommen scheinen. (…) Maly Delschaft bringt in der Durchführung der Rolle der jungen Frau den Beweis ihrer starken schauspielerischen Begabung.“
Das Kino-Journal widmete dem Film einen längeren Artikel. Hier heißt es: „‚Die Strecke‘ ist einer der besten Leistungen, der Filmkunst zu bezeichnen. Aus dem engen Rahmen einer kleinstädtischen Tragödie hat die Kunst des Regisseurs die tiefsten Wirkungen herausgeholt. Wir haben das Stück im Theater gesehen und können den Vergleich mit dem Film zu Gunsten des letzteren abschließen. Die Menschen, die hier handeln, bedürfen des Wortes nicht, ihre laute Sprache ist das vortreffliche Spiel, das uns Gedanken, Stimmungen und tiefe seelische Konflikte vermittelt. Regisseur Max Neufeld hat die feinsten Nuancen der Handlung zu plastischer Schärfe herausgearbeitet, ein Meisterwerk geschaffen.“
Auch Freie Stimmen lobte den Film sehr: „Mit starker Hand hat der Meisterregisseur Max Neufeld den Bühnenstoff zur vollsten Filmwirkung gebracht. Zahlreiche Details aus dem Eisenbahnmilieu, pikante Szenen aus dem Großstadtleben gegenüber dem monotonen Leben in der Kleinstadt und dem aus diesen Gegensätzen entstehenden Ehekonflikt hat die sorgsame Regie zu einem in jeder Hinsicht packenden, hervorragend dramatischen Film gemacht.“

## Neuzeitliche Kritiken
„Mit der Adaption des aus Oskar Bendieners Feder stammendem Bühnendrama gelang Max Neufeld ein kleines filmisches Meisterwerk. Die Milieustudie konzentriert sich auf einen Provinzbahnhof, in dem nicht nur ein neuer Stationsvorstand, sondern auch ein zum Stopp gezwungener Eilzug – inklusive Showgirls – ungewohnten Großstadtflair versprühen; und damit unter den Alteingesessenen für Konflikte sorgen. Cartellieris Figur bildet das weibliche Pendant zum neu eingetroffenen Playboy und besticht wie immer durch Charme und Koketterie. Gekonnt.“
„Diesen Konfliktstoff hat Max Neufeld mit großem Können und viel Geschmack in den Film transportiert. Der Film hat Humor und Tempo, eine Anzahl aparter Einfälle dokumentiert, daß Max Neufeld ein Regisseur von Eigenart ist und insbesondere in der Milieuschilderung sein Bestes bringt.“